# Gaurika Singh
Gaurika Singh (in nepalese: गौरिका सिंह; Kathmandu, 26 novembre 2002) è una nuotatrice nepalese.

## Biografia
Nata nel 2002 in Nepal, si è trasferita in Inghilterra all'età di 2 anni.
A soli 12 anni ha preso parte ai Mondiali di Kazan' 2015, uscendo in batteria nei 100 m stile libero con l'81º tempo, 1'03"23 e nei 100 m dorso, 58ª in 1'08"12.
L'anno successivo ha vinto 4 medaglie ai Giochi dell'Asia meridionale di Guwahati e Shillong 2016, ottenendo l'argento nei 200 m misti in 2'33"26 e 3 bronzi: nei 400 m stile libero in 4'40"93, nei 100 m dorso in 1'07"31 e nei 200 m dorso in 2'26"93.
Nello stesso anno ha partecipato ai Giochi olimpici di Rio de Janeiro 2016, nei 100 m dorso, venendo eliminata in batteria con il 31º tempo, 1'08"45. Nell'occasione, con i suoi 13 anni, è stata l'atleta più giovane in gara tra gli 11184 partecipanti alle Olimpiadi brasiliane.
Nel 2018 ha preso parte ai Giochi asiatici di Giacarta, uscendo in batteria nei 50 m stile libero con il 21º tempo, 28"50, nei 100 m stile libero con il 18º, 1'00"82 e nei 200 m stile libero con il 19º, 2'12"53.
Detiene 14 record nazionali nepalesi, 4 nello stile libero, 3 nel dorso, 2 nel delfino, 1 nei misti e 3 nelle staffette, oltre ad 1 in vasca corta.

## Palmarès

### Giochi dell'Asia meridionale
- 4 medaglie:
  - 1 argento (200 m misti a Guwahati e Shillong 2016)
  - 3 bronzi (400 m stile libero a Guwahati e Shillong 2016, 100 m dorso a Guwahati e Shillong 2016, 200 m dorso a Guwahati e Shillong 2016)